# Jean-Pierre Améris
Jean-Pierre Améris [ameʁis] est un réalisateur français, né le 26 juillet 1961 à Lyon.

## Biographie
Diplômé de l'IDHEC, Jean-Pierre Améris réalise en 1987 trois courts métrages, parmi lesquels Intérim, qui lui vaudra l'année suivante le Grand Prix du Festival de Clermont-Ferrand. En 1992, il met en scène son premier long métrage, Le Bateau de mariage, l'histoire d'un instituteur sous l'Occupation. Le film obtient le Prix de la jeunesse au Festival de Tübingen.
Jean-Pierre Améris alterne ensuite entre fictions et documentaires, avant de réaliser Les Aveux de l'innocent, primé plusieurs fois au Festival de Cannes en 1996 : Prix de la Semaine de la critique, Prix de la Jeunesse et Grand Rail d'or. Cinq ans plus tard, il obtient la coquille d'argent (Prix de la mise en scène) au Festival de San Sebastián et l'étoile d'or (Meilleur acteur pour Jacques Dutronc) au Festival international du film de Marrakech avec C'est la vie.
En 2004, Poids léger est présenté dans la section Un certain regard au Festival de Cannes.
En 2007, Maman est folle obtient quatre prix, dont le Grand Prix et le prix du meilleur scénario, au Festival de la fiction TV de La Rochelle, et, en 2009, le Prix du Meilleur Film TV décerné par le Syndicat de la Critique Cinématographique Française.
En 2012, le film Les Émotifs anonymes est récompensé d'un Magritte du meilleur film en coproduction.
En 2012, L'Homme qui rit, est présenté en film de clôture de la Mostra de Venise.
En 2014, Marie Heurtin, est récompensé du Prix Variety au Festival de Locarno.
En 2017, Les émotifs anonymes est adapté en comédie musicale au Shakespeare Globe Theatre à Londres, sous le titre Romantics Anonymous et connaît un grand succès.[réf. nécessaire]
Il est en couple avec la metteuse en scène et réalisatrice Murielle Magellan, avec qui il coécrit plusieurs films et téléfilms.

## Filmographie

### Cinéma
- 1994 : Le Bateau de mariage
- 1996 : Les Aveux de l'innocent
- 1999 : Mauvaises Fréquentations
- 2001 : C'est la vie
- 2004 : Poids léger
- 2006 : Je m'appelle Élisabeth
- 2010 : Les Émotifs anonymes
- 2012 : L'Homme qui rit
- 2014 : Marie Heurtin
- 2015 : Une famille à louer
- 2017 : Je vais mieux
- 2020 : Profession du père
- 2022 : Les Folies fermières
- 2023 : Marie-Line et son juge[3]
- 2025 : Aimons-nous vivants

### Télévision
- 1994 : Le Braqueur solitaire
- 1997 : Madame Dubois, Hôtel Bellevue
- 1998 : L'Amour à vif
- 2007 : Maman est folle
- 2011 : La Joie de vivre
- 2018 : Illettré

.   2025 : Danse ta vie

## Distinctions

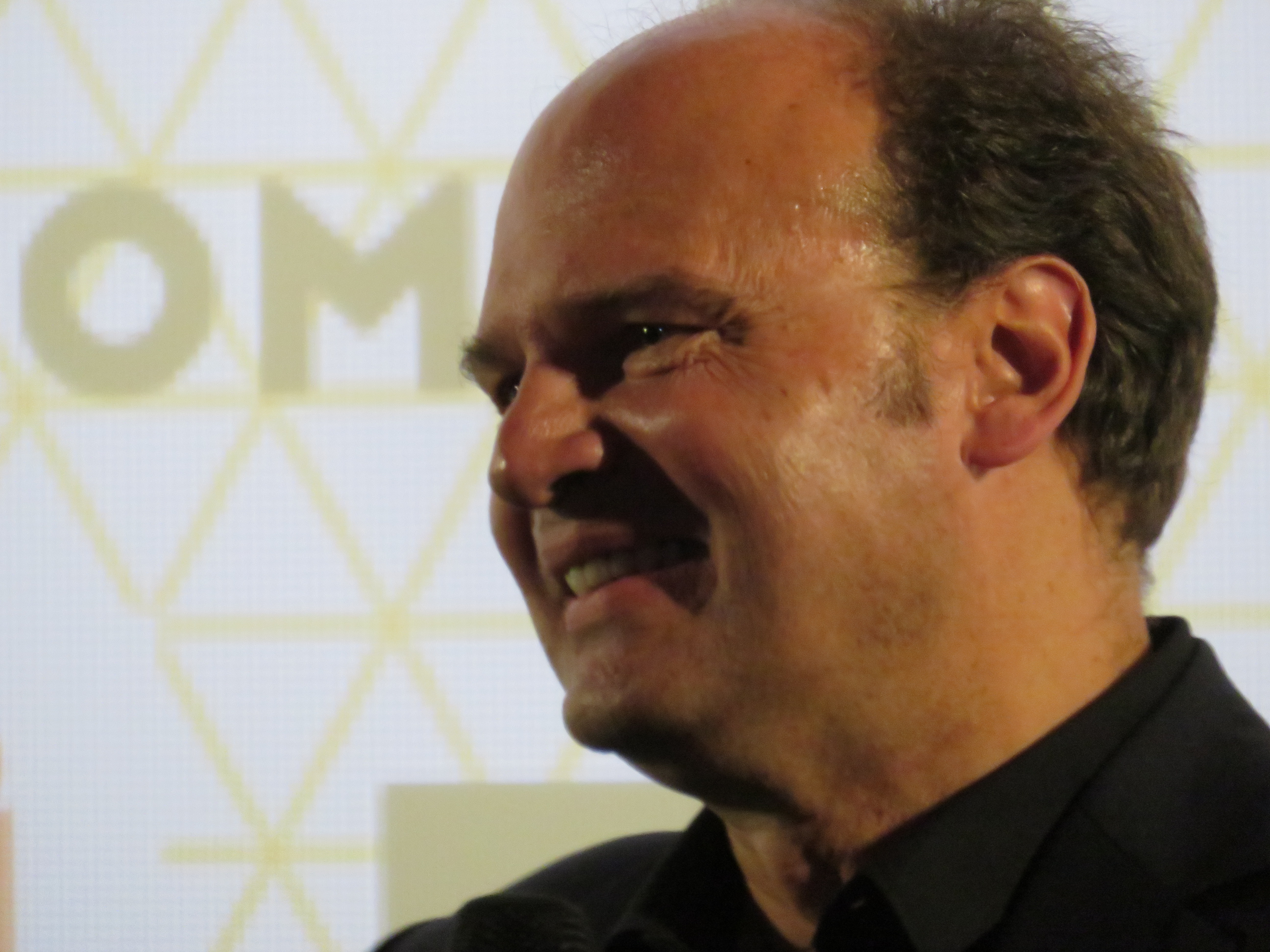
Jean-Pierre Améris, présentant en avant-première son film Je vais mieux, le 24 11 2017.

- 1996 : Festival international des jeunes réalisateurs de Saint-Jean-de-Luz : Chistera du meilleur réalisateur pour Les Aveux de l'innocent
- 1996 : Prix de la Semaine de la Critique, Prix de la jeunesse Cannes pour Les Aveux de l'innocent
- 2001 : Festival international du film de Saint-Sébastien : Coquille d'argent du meilleur réalisateur pour C'est la vie
- 2007 : Meilleur scénario (avec Olivier Adam pour Maman est folle au Festival de la fiction TV de La Rochelle[4]
- 2011 : Magritte du meilleur film étranger pour Les émotifs anonymes
- 2012 : Festival du film du Croisic pour L'Homme qui rit
- 2014 : Festival international du film de Locarno 2014 : Prix Variety pour Marie Heurtin